# Bathos
Báthos (altgriechisch βάθος ‚Tiefe‘) steht im übertragenen Sinne für Niedrigkeit und Gesunkenheit. Bathos, die Gegenüberstellung eines höheren Wertes und eines niedrigeren, ist zum Namensgeber eines rhetorischen Stilmittels geworden.  Die Kontrastwirkung, der Fall vom Erhabenen zum Lächerlichen, trägt zur freiwilligen oder unfreiwilligen Komik eines Textes oder einer Rede bei.
Beispiel:

„Die Explosion zerstörte alle Häuser auf der anderen Straßenseite und meinen Briefkasten.“

## Verwendung

### Bei Alexander Pope
Der englische Schriftsteller Alexander Pope veröffentlichte 1727 „Peri Bathous, Or the Art of Sinking in Poetry“ (Dt. etwa: Über das Niedrige, oder die Kunst des Absinkens in der Dichtung), in dem er sich über gescheiterte Versuche „erhabener“ Poesie mokierte, die in die unfreiwillige Karikatur abgleiten. Der Titel spielt auf einen antiken Traktat über das Erhabene („Peri Hypsous“) an. Darin wird das Pathos als Stilmittel beschrieben. Mit dem ähnlich klingenden Wort Bathos bezeichnet Pope den Effekt, der entsteht, wenn pathetische Sprache unangemessen und verfehlt eingesetzt wird.

### Bei Immanuel Kant
Immanuel Kant verwendet das Wort Bathos in den Prolegomena (1783) im Sinne von Niederungen. Er distanziert sich von einem Rezensenten, der in einem Zeitungsartikel Kants Transzendentalphilosophie  als „höheren Idealismus“ bezeichnet hatte:

„Beileibe nicht der h ö h e r e. Hohe Türme und die ihnen ähnlichen metaphysisch-großen Männer, um welche beide gemeiniglich viel Wind ist, sind nicht vor mich [für mich]. Mein Platz ist das fruchtbare Bathos der Erfahrung, und das Wort transzendental … bedeutet nicht etwas, das über alle Erfahrung hinausgeht, sondern was vor ihr (a priori) zwar vorhergeht, aber doch zu nichts mehrerem bestimmt ist, als lediglich Erfahrungserkenntnis möglich zu machen.“